# دیوید تپر
دیوید آلن تپر (به انگلیسی: David Alan Tepper) مدیر یک صندوق پوشش ریسک آمریکایی و مؤسس شرکت مدیریت آپالوسا است. تخصص وی، سرمایه‌گذاری در شرکت‌های دارای بحران مالی است. در سال‌های اخیر با اهدای کمک ۶۷ میلیون دلاری به دانشگاه کارنگی ملون، به عنوان فردی خیرخواه شناخته می‌شود و دانشکدهٔ بازرگانی این دانشگاه نیز، به اسم او نامگذاری گردید. او کارشناسی خود در علوم اقتصادی را از دانشگاه پیتسبرگ در ۱۹۷۸ و کارشناسی‌ارشد خود را در مدیریت اجرایی صنعت از دانشکدهٔ بازرگانی تپر (جی اس آی ای سابق) دانشگاه کارنگی ملون در ۱۹۸۲ دریافت نمود. از سال مالی ۲۰۱۲، مؤسسهٔ سرمایه‌گذاری آلفا، تپر را با کسب ۲/۲ میلیون دلار در رتبهٔ نخست خود قرار داد. وی در سال ۲۰۱۳ نیز با کسب ۵/۳ میلیون دلار، مجدداً در صدر بود.

## تحصیل
تپر در یک خانوادهٔ یهودی در شرق پیتسبرگ، پنسیوانیا در حوالی استیتن هایتس زندگی می‌کرد. او فرزند دوم خانواده بود. پدرش، هری به حسابداری، و مادرش روبرتا به تدریس در دبستان اشتغال داشتند. او پس از تحصیل در مدرسهٔ پیابادی، به دانشگاه پیتسبرگ پیوست و هزینهٔ تحصیل خود را با کار در کتابخانهٔ هنرهای فرینک فاین تأمین می‌کرد. او کارشناسی خود در رشتهٔ اقتصاد را از از این دانشگاه دریافت کرد. همچنین وی در دوران تحصیل خود در دانشگاه به سرمایه‌گذاری نیز می‌پرداخت. او در دو سرمایه‌گذاری نخست خود در شرکت مهندسی پنسیلوانیا و آکادمی‌های اشتغال که با پول پدرش انجام داده بود، با ورشکستگی مواجه شد.

او پس از فارغ‌التحصیلی به صنعت مالی روی آورد و در اکوبانک به عنوان تحلیل‌گر اعتباری در بخش خزانه‌داری مشغول کار شد. در ۱۹۸۰، به دلیل عدم رضایت از وضعیت خود، به تحصیل در دانشکدهٔ بازرگانی دانشگاه کارنگی ملون در مقطع کارشناسی‌ارشد رشتهٔ مدیریت اجرایی صنعت روی آورد.

## اشتغال
او پس از دریافت کارشناسی‌ارشد خود در ۱۹۸۲، کاری را در بخش خزانه‌داری شرکت فولاد ریپابلیک در اوهایو پذیرفت. در ۱۹۸۴، به صندوق سرمایه‌گذاری کی‌استون (اکنون بخشی از صندوق ایورگرین است) پیوست، و در ۱۹۸۵ به گولدمن ساش ملحق شد. او در این شرکت در نیویورک به عنوان تحلیل‌گر اعتباری به کار پرداخت. پس از شش ماه، تپر، به مدت هشت سال، سمت مدیریت مبادلات تجاری گولدمن را بر عهده داشت. تخصص او سرمایه‌گذاری در شرکت‌های درماندهٔ مالی و در شرایط خاص بود. او در ۱۹۹۲ گولدمن را ترک، و مدیریت آپالوسا را در ۱۹۹۳ راه‌اندازی کرد.

در سال ۲۰۰۱، او با تمرکز بر اوراق قرضهٔ بُنجُل، ۶۱٪ بازدهی تحصیل نمود، و در سه ماههٔ چهارم سال ۲۰۰۵، به این امر پی برد که در سرمایه‌گذاری در سهام استاندارد اند پورز ۵۰۰، فرصت‌ها بهتری نهفته است. او با سرمایه‌گذاری در شرکت‌های درمانده از قبیل ام سی آی و میرانت توانست به سود بالایی دست یابد.

## زندگی شخصی
او در ۱۹۸۶ با مارین تپر ازدواج کرد و صاحب سه فرزند با نام‌های برایان، راندی، و کیسی است. علایق شخصی وی، مربی‌گری تیم‌های بیسبال و و فوتبال فرزندانش است. تپر در لوینگتون، نیوجرسی اقامت دارد. او اکنون عضو مشاوران هیئت بازرگانی دانشکدهٔ بازرگانی کارنگی ملون، و نیز هیئت‌ها و کمیته‌های اجتماعی و خیریهٔ متعدد است.